# Myzostomatidae
Myzostomatidae é uma família de poliquetas pertencente à ordem Phyllodocida.
Géneros:
- Asteromyzostomum Vagin, 1954
- Cystimyzostomum Jagersten, 1940
- Endomizostoma
- Hypomyzostoma Perrier, 1897
- Mesomyzostoma Remscheid, 1918
- Myzostoma Leuckart, 1836
- Myzostomites Clarke, 1921
- Notopharyngoides Fishelson, 1974
- Protomyszostomum Fedotov, 1912
- Pulvinomyzostomum